# Kinabatangan (fiume)
Il Kinabatangan è il fiume più lungo della Malaysia Orientale nord-orientale (Borneo settentrionale). Nasce nel settore orientale dei monti Witti, dove inizia il suo percorso di 563 km verso nord-est. Attraversando per la maggior parte del suo corso un'ampia pianura, quasi del tutto ricoperta di foreste, il fiume sfocia con un ampio delta nel mare di Sulu tra Sandakan e Kampong Tambisan. Il Kinabatangan è navigabile controcorrente per circa 320 km. Assieme ai suoi affluenti, il Kuamut e il Lokan, è la sola arteria di comunicazione tra le città costiere e le foreste dell'interno.